# Rue de Paris (Charenton-le-Pont)
Pour les articles homonymes, voir Rue de Paris.
La rue de Paris est une voie de Charenton-le-Pont, en France.

## Situation et accès
Elle commence son tracé au carrefour entre l'avenue de la Porte-de-Charenton et l'avenue de Gravelle à Charenton-le-Pont.
Traversant la ville du nord-ouest au sud-est, elle croise notamment la rue de Valmy (anciennement rue du Parc-de-Bercy), la rue du Général-Chanzy, l'avenue de la Liberté (anciennement avenue de Conflans), la rue des Bordeaux et la rue Victor-Hugo. Elle passe ensuite l'avenue Anatole-France, le croisement de la rue de Conflans et de la rue de la République, puis la rue Arthur-Croquette pour se terminer près de la Marne, aux confins de Saint-Maur-des-Fossés, au carrefour formé par l'axe rue du Pont - avenue du Maréchal-de-Lattre-de-Tassigny, autrefois rue de Saint-Mandé, dans le prolongement de la rue du Maréchal-Leclerc à Saint-Maurice.
La rue est à double sens de circulation de la porte de Charenton à la place de l'église, à sens unique, à trafic limité au-delà en direction de la rue du Pont.
La partie entre la place de Valois et la rue du Pont en descente est une voie étroite semi piétonne  commerçante bordée de maisons anciennes.
Elle est accessible par les stations de métro Porte de Charenton, Liberté et Charenton - Écoles de la ligne 8.

## Origine du nom
La voie doit son nom au fait qu'elle mène à Paris.

## Historique
La rue est successivement la Route royale no 6  sous la Restauration, la Route impériale no 5  sous le Second Empire, la Route Nationale no 5 de Paris à Genève, la Route Nationale no 6  en 1978, enfin actuellement la D 6.
Vers 1970, la circulation de transit est déviée, au-delà de la place de l'Église, sur l'autoroute de l'Est, par des bretelles autoroutières dans le prolongement de la rue Arthur-Croquette en direction de l'Est, et dans le prolongement de la rue Victor-Hugo dans l'autre sens vers Paris.
Depuis cette date, le trafic est très modéré de la place de l'Église à la rue du Pont.

### Porte de Charenton
De 1860 à 1929, avenue de la Porte-de-Charenton était une partie de la rue de Paris sur le territoire de Charenton et antérieurement, de 1790 à 1859, un tronçon de la route de Paris à Charenton sur le territoire de la commune de Bercy.
Le bois de Vincennes était autrefois séparé de Paris par les communes de Charenton-le-Pont et de Saint-Mandé. Afin d'en permettre le rattachement, le 18 avril 1929, Paris crée l'avenue de la Porte-de-Charenton en annexant l'emplacement de l'ancienne zone non aedificandi de l'enceinte de Thiers, entre les bastions nos 3 et 4, en y ajoutant l'extrémité nord-ouest de la rue de Paris.
En 1971, la partie de la rue de Paris à la limite de la rue de la Porte de Charenton est le sujet d'un des clichés de la série photographique 6 mètres avant Paris.

### De la porte de Charenton à la place Aristide Briand

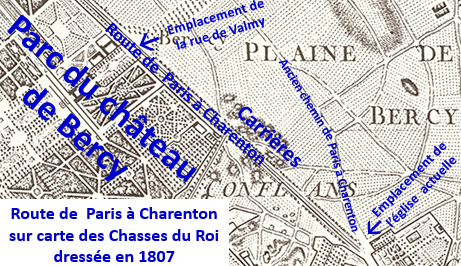
Route de Paris à Charenton à l'ouest de l'actuelle place de l'église en 1807 sur carte des Chasses du Roi

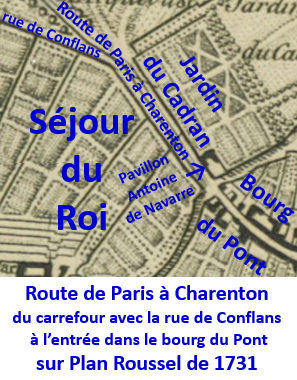
Rue de Paris entre la jonction avec la rue de Conflans et le bourg du pont sur plan Roussel de 1731

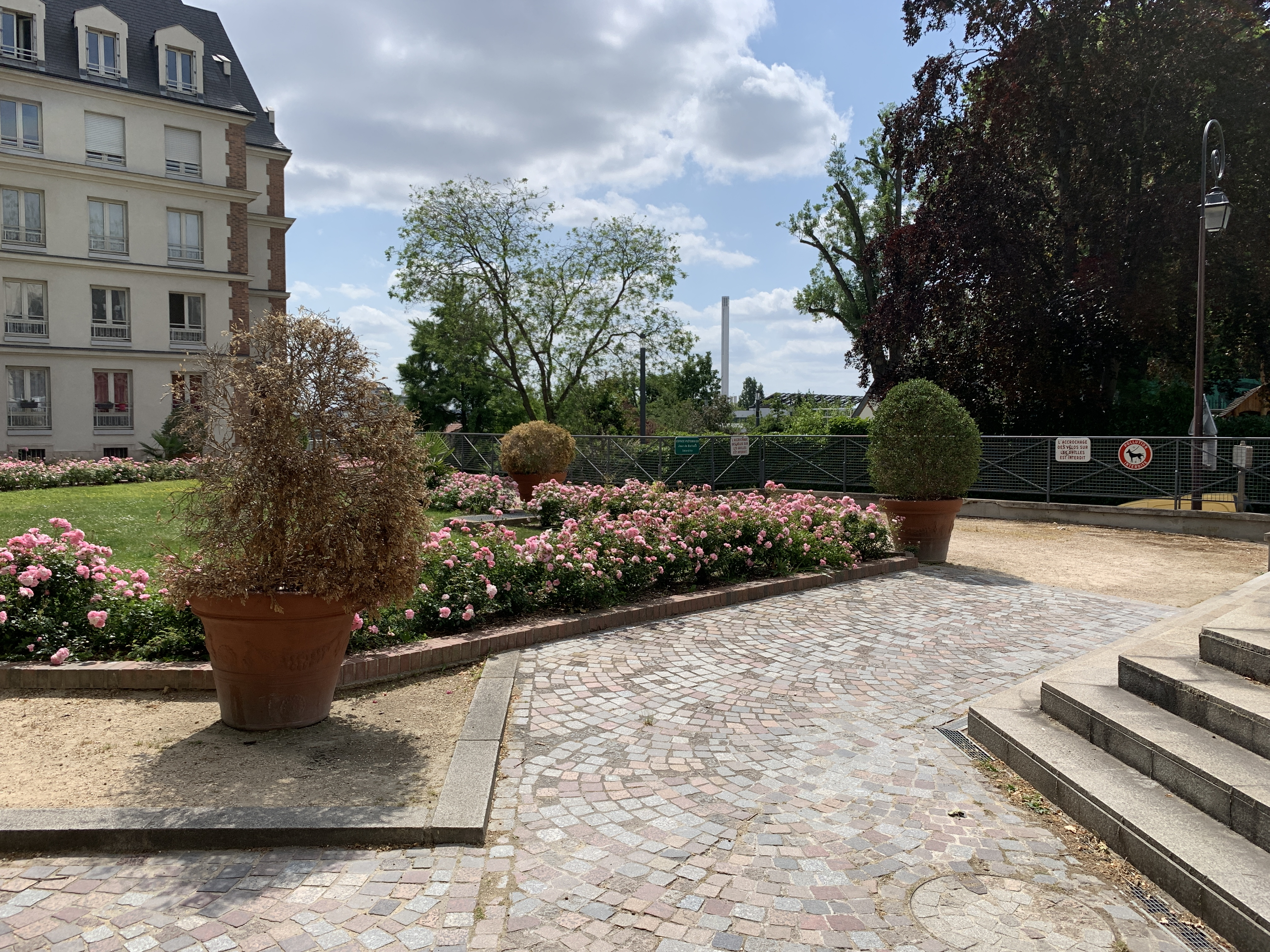
Place de Valois à l'angle de la rue de la Mairie à l'emplacement de maisons détruites en 1937.

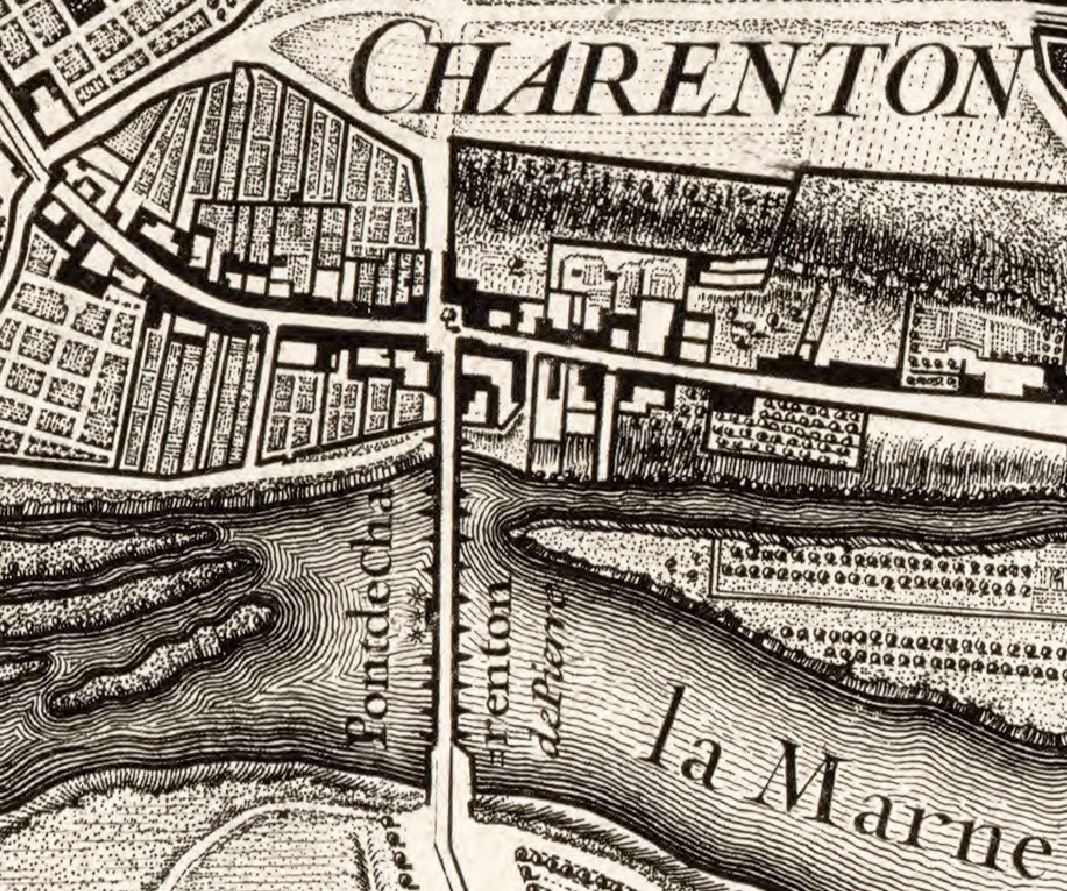
Rue de Paris arrivant à la rue du Pont, plan de Roussel, 1731.

Le tracé de la rue  de la porte de Charenton  au centre de Charenton (place Aristide-Briand) date de 1690 lorsque Anne Louis de Malon propriétaire du château et du parc de Bercy obtint de Louvois, surintendant des Bâtiments, Arts et Manufactures de France, d'éloigner du bord du château de 30 toises (environ 60 mètres) au nord la route de Paris à Charenton et d'établir la nouvelle route à ses frais. L'ancien  chemin était une ligne droite prolongeant la rue de Charenton à Paris à partir de son intersection avec  la rue Nicolaï jusqu'au carrefour de la rue Winston-Churchill et de l'avenue de la Liberté, se prolongeant sur le tracé de l'actuelle rue de Conflans.
La route traversait l'immense parc du château aménagé au sud de la route de Charenton par Le Nôtre. La plus grande partie du parc (à l'ouest de l'avenue de la Liberté) était comprise à partir de 1790 dans le territoire de la commune de Bercy. Ce territoire de l'ancienne commune supprimée en 1860 fut partagé entre Charenton et Paris.
Au-delà du parc, jusqu'à la place de l'Église, la route traversait la plaine de Bercy  qui était une étendue de jardins, de friches, de carrières ou d'anciennes carrières.
La partie du parc au nord de la route (rue de Paris) et l'ensemble de la plaine de Bercy sont acquis par la Ville de Paris en 1861 pour aménager le bois de Vincennes, mais cet espace reste sur le territoire de la commune de Charenton jusqu'en 1929. La partie au sud de la route jusqu'au quai de Bercy est vendue à la même époque par son propriétaire, le Comte Gabriel de Nicolaï, à une compagnie immobilière qui détruit le château et construit des magasins généraux d'entrepôts de vins en bord de Seine (actuellement à l'emplacement compris entre le boulevard périphérique, la voie ferrée  et la rue du port aux lions). Les terrains entre la voie ferrée et la rue de Paris furent lotis pour la partie ouest après 1870 (actuel quartier Valmy), ceux à l'est de la rue de Valmy sont construits plus tardivement en raison de la présence d'anciennes carrières. Le vélodrome de l'est s'y installe puis la société Nicolas qui établit son siège en 1920.
Les terrains entre l'avenue de Gravelle et la rue de Paris, non aménagés en parc public, sont rétrocédés par la Ville de Paris à la ville de Charenton le 28 mars 1888 et lotis au cours des années suivantes.
L'urbanisation de la rue de Paris de la porte de Charenton à la place Aristide-Briand date donc des dernières décennies du XIXe siècle.

### De la place Aristide Briand à la Mairie
L'emplacement de la place Aristide Briand est à la jonction de la rue de Paris avec la rue de Conflans sur le tracé de la route de Paris à Charenton avant sa déviation en 1690 et de l'actuelle avenue  Jean-Jaurès qui correspond à un très ancien chemin, peut-être une voie romaine, ancien chemin de Paris à Charenton dans le prolongement de la rue de Reuilly et de la Rue Claude-Decaen à Paris. Ce chemin est disparu dans sa partie à l'intérieur du bois de Vincennes.
La partie de la rue entre ce carrefour et le Pavillon d'Antoine de Navarre (actuelle Mairie) longeait le Séjour du Roi au sud-ouest et le jardin du Cadran au nord-est et n'était bordée d'aucune construction avant les années 1830.
Le parc du Cadran qui entourait le Pavillon d'Antoine de Navarre est loti de 1828 à 1832 avec ouverture de rues, notamment la rue Jean-Baptiste Marty et la rue Gabrielle le long desquelles des maisons se construisent au cours de la période suivante.
Le terrain du Séjour du Roi vendu après la mort de son dernier propriétaire en 1796 est démembré et ce côté de la rue se construit à partir du milieu du XIXe siècle.

### De la Mairie à la rue du Pont
Cette partie de la rue qui traverse le bourg du Pont, un des trois noyaux originels d'urbanisation de Charenton existant au Moyen-Âge, était nommée rue du Pont ou Grande rue avant d'être renommée rue de Paris à la fin du XIXe siècle.
On entrait dans le bourg du Pont, entouré d'un mur d'enceinte supprimé en 1734, par une porte démolie en 1751 qui était située à l'angle de la rue des Quatre-Vents (actuelle rue Gabrielle-Péri).
Ce tronçon bordé de maisons datant pour la plupart du XVIIIe siècle a conservé son étroitesse d'origine.
La place de Valois et le square Jules-Noël ont été aménagés à l'emplacement d'un hôtel particulier datant de 1640 et de maisons voisines détruites en 1937 pour le prolongement du métro.

## Édifices remarquables

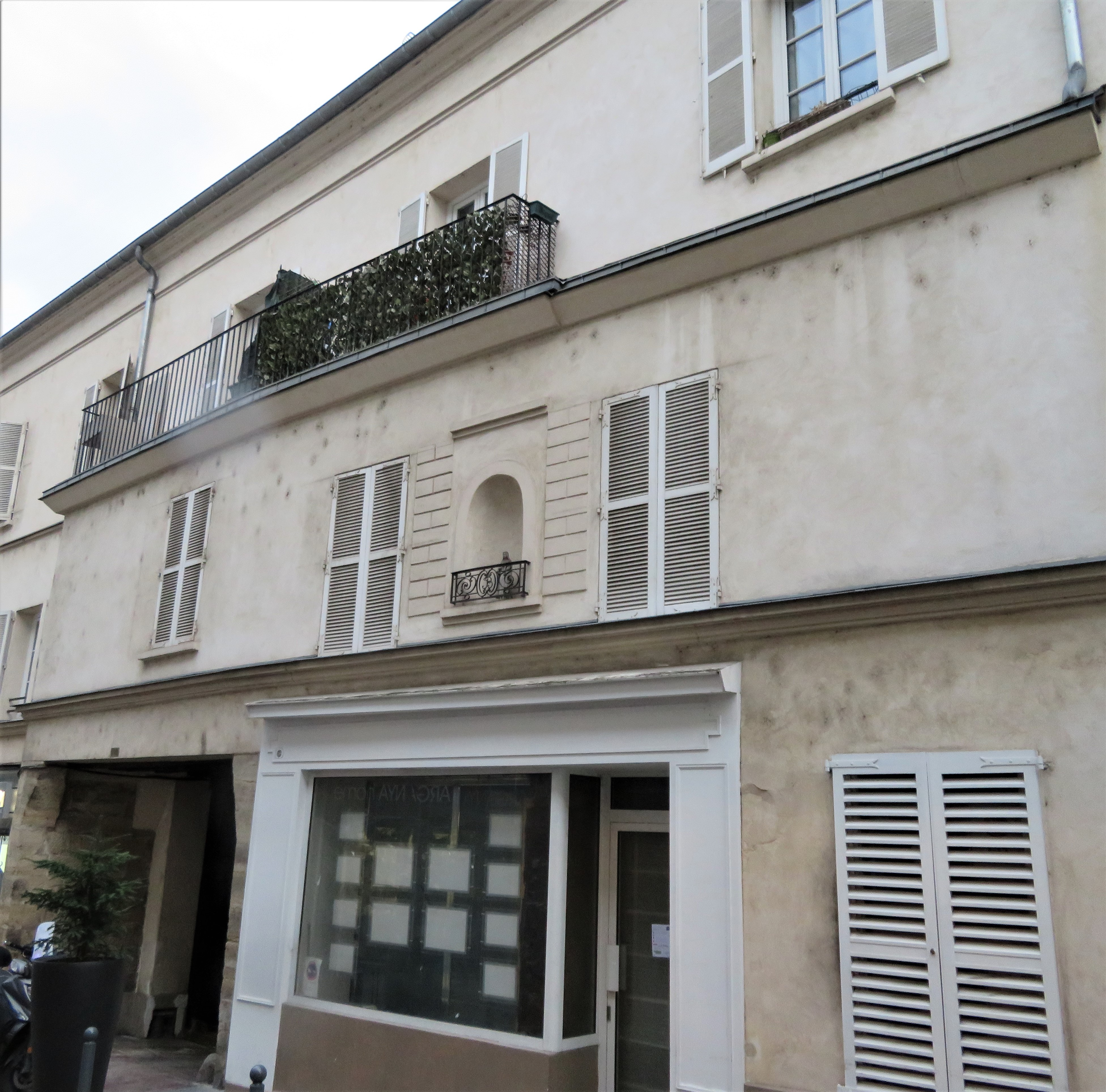
17-19 rue de Paris

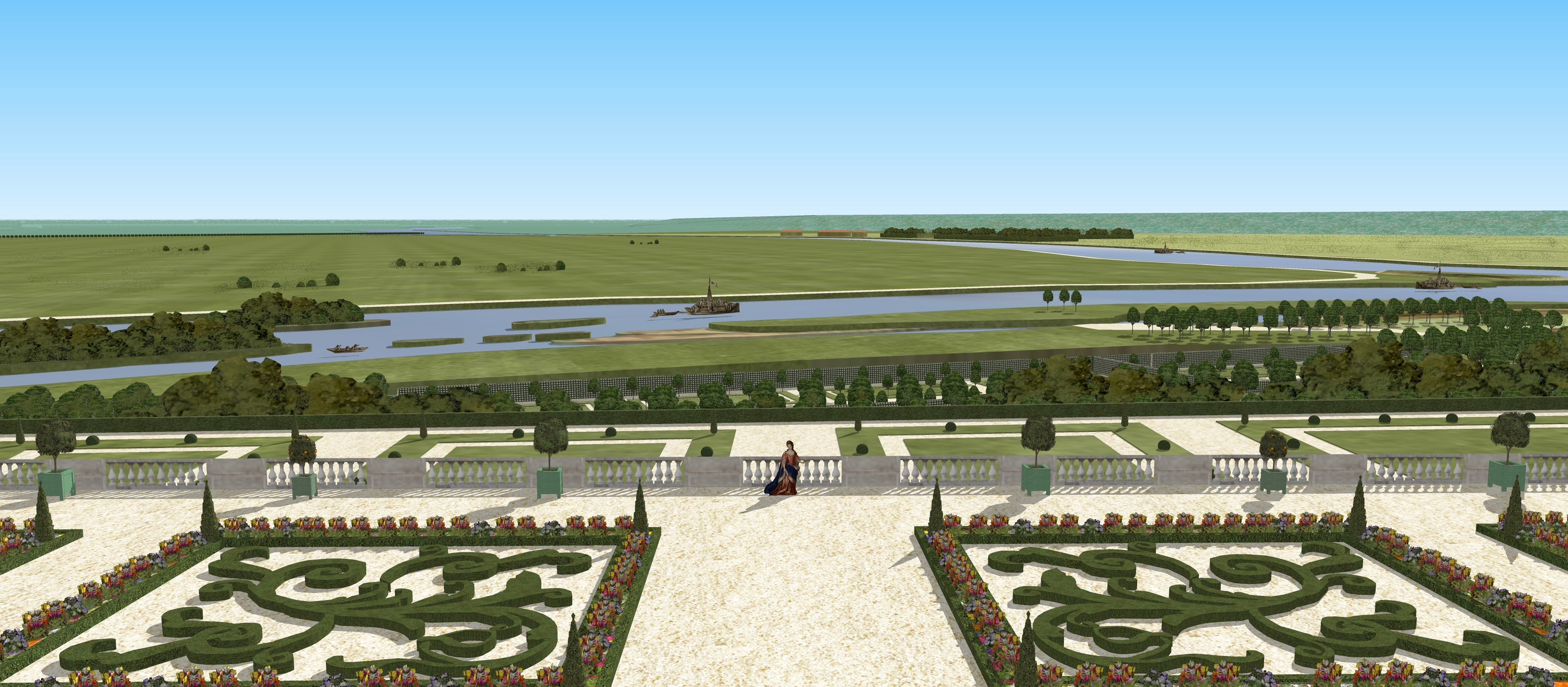
Vue sur la Marne de la terrasse de l'hôtel du Plessis-Bellière

- Cimetière Valmy qui borde l'avenue de la Porte-de-Charenton à Paris dans le prolongement de la rue de Paris.
- Au no 17 et 19, un ancien couvent des Sœurs de la Charité fermé à la Révolution dont l'ancienne affectation est évoquée par une statuette de la Vierge dans une niche sur la façade[8].
- Au no 28, un immeuble construit vers la fin du deuxième quart du XIXe siècle, recensé dans l'inventaire général du patrimoine culturel[9].
- Au no  37 et suivants, à l'emplacement de l'actuelle place de Valois et des bâtiments qui la bordent, s'ouvrait la cour de l'hôtel du Plessis-Bellière  construit en 1640 pour le marquis du Plessis-Bellière à l'emplacement de 4 auberges qui furent détruites. La marquise du Plessis-Bellière vendit l'hôtel à Madame Jérôme Chamillard et l'hôtel était également connu sous le nom d'hôtel Chamillard. Sa façade sud s'ouvrait sur une terrasse dominant la vallée[10]. L'hôtel est exproprié en 1937 avec les maisons voisines en 1937 pour le prolongement de la ligne de métro qui ne sera réalisé qu'en 1972[11].
- Au no 48, le pavillon d'Antoine de Navarre, construit vers 1612, aujourd'hui occupé par la mairie de Charenton-le-Pont.
- Au no 91, ancienne agence de la Banque de France construite sur 2  niveaux en 1925, surélevée en 1980 pour un immeuble résidentiel.
- Société EssilorLuxottica.
- Église Saint-Pierre de Charenton-le-Pont.
- Tribunal d'Instance de Charenton-le-Pont.
- Théâtre des 2 Rives[12].
- Musée Toffoli[13].
- Synagogue Beth-Habad[14].